# Rychtyn
Rychtyn – wieś w Polsce położona w województwie podlaskim, w powiecie suwalskim, w gminie Jeleniewo.
Północno-wschodnią część Rychtyna stanowi dawniej odrębna wieś Zaleszczewo.
W latach 1975–1998 miejscowość administracyjnie należała do województwa suwalskiego.